# Port del Garraf
Port del Garraf, ubicat al nucli del Garraf (Sitges), és un dels tres ports esportius del municipi de Sitges, a la comarca del Garraf (els altres dos són el Port Ginesta i el Port d'Aiguadolç).
El port està gestionat pel Club Nàutic del Garraf, i disposa de 618 amarradors per a embarcacions de fins a divuit metres d'eslora. Disposa de grua amb capacitat per a 6,5 tones, pòrtic elevador de vint tones, varador, benzinera, servei d'informació meteorològica, servei de recollida de residus i vestidors. El club organitza algunes regates de creuers, sobretot en les modalitats de solitari i a dos, com 'La Petrolera' o 'Les Columbretes'. El port no disposa de zona comercial, encara que a poca distància hi ha alguns bars i restaurants. L'estació de tren és a mig quilòmetre.
Si s'arriba per mar des del nord, el port es troba a poc més d'una milla del Port Ginesta, i des del sud, el port cimenter de Vallcarca, a 1,6 milles al sud-oest.
El Club Nàutic del Garraf està guardonat amb la Bandera Blava, que reconeix internacionalment la qualitat i serveis. El port del Garraf està adherit al port de Sitges, destinació Costa de Barcelona certificada per Biosphere des del 2017.